# Palazzo dei Musei (Modena)

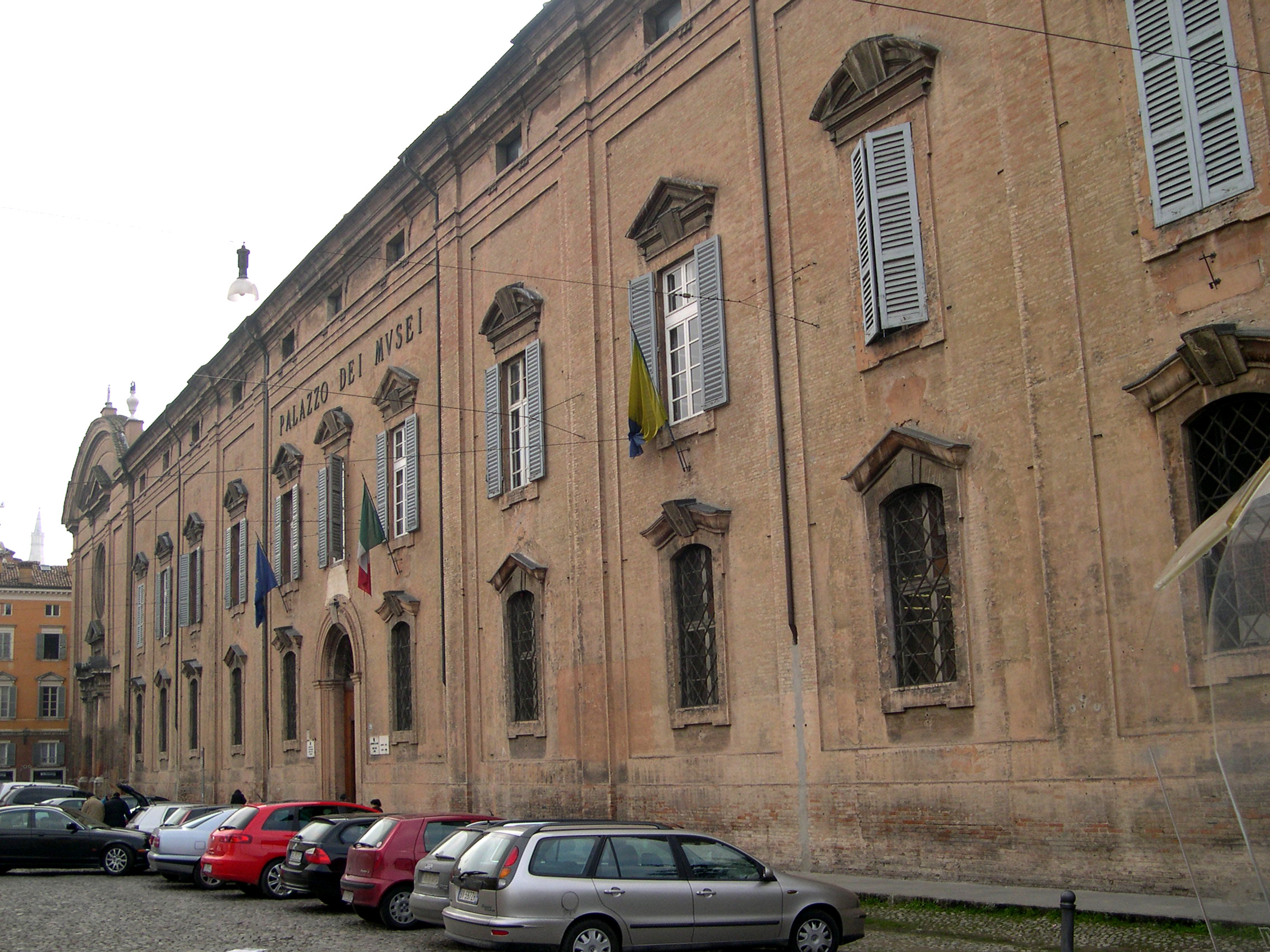
Palazzo dei Musei in Modena

Der Palazzo dei Musei ist ein Palast aus dem 18. Jahrhundert im historischen Zentrum von Modena in der italienischen Region Emilia-Romagna. Er liegt an der Piazza Sant’Agostino und beherbergt heute die Galleria Estense, das Stadtmuseum, das Historische Stadtarchiv und die Bibliothek der Kunstgeschichte „Luigi Poletti“.

## Geschichte
1764 gab Herzog Francesco III. d’Este die Order, an der Piazza Sant’Agostino ein „großes Hotel für die Armen“ zu erbauen, in dem sich die frommen Werke der Stadt Modena vereinigen und sammeln sollten.
Diese Operation ist im Rahmen einer umfassenderen Politik der Sozialreform und Erneuerung zu verstehen, die den zahlreichen Problemen der öffentlichen Ordnung und Gesundung der Stadt begegnen sollte, wie dies schon 1753 mit dem Bau des Großen Krankenhauses am selben Platz geschehen war. Der erste Kern des „Albergo dei Poveri“, der vom Architekten Pietro Termanini aus Modena projektiert wurde, entstand auf dem Gelände, das vom Arsenal der D’Estes befreit worden war, dem dann die Gelände des ehemaligen Augustinerklosters und der benachbarten Kirche folgten. Die Zwecke des Neubaus, der 1771 vollendet wurde, waren sowohl sozial als auch edukativ, da er sowohl der Unterstützung der Mittellosen als auch deren Beschäftigung diente. 1788 wandelte Ercole III. d’Este, Nachfolger von Francesco III., das „Grande Albergo“ in das „Albergo delle Arti“ (dt.: Haus der Handwerksberufe) um, das sich mit der Vermittlung von Tätigkeiten befasste, die kurz vor dem Verschwinden standen, darunter die der Stoffverarbeitung. Im Laufe der Zeit erlebte das Gebäude verschiedene Stadien der Veränderung und des Umbaus: Von der Aussetzung der Unterstützungen für die Armen, die dort nach der Ankunft der napoleonischen Truppen dort arbeiteten, zum Ort der militärischen Wohnstatt der Beamten der D’Estes und schließlich zum Sitz des Provinzkrankenhauses für Arme.
Nach der Vereinigung Italiens führte der Wille, verschiedene erhaltende und kulturelle Einrichtungen der Stadt im „Albergo delle Arti“ zu vereinigen, zur Unterschrift des ersten Vertrages zwischen der italienischen Regierung und dem Erzherzog Franz V. 1868 in Florenz, zur Unterbringung der Museen der D’Estes in diesem Haus, um den freiwerdenden Palazzo Ducale der Militärschule zur Verfügung zu stellen. 1881 kaufte also die Stadt Modena das Gebäude und brachte dort die Bibliothek der Kunstgeschichte „Luigi Poletti“, das Historische Stadtarchiv und das Stadtmuseum unter.